# Pronunciació

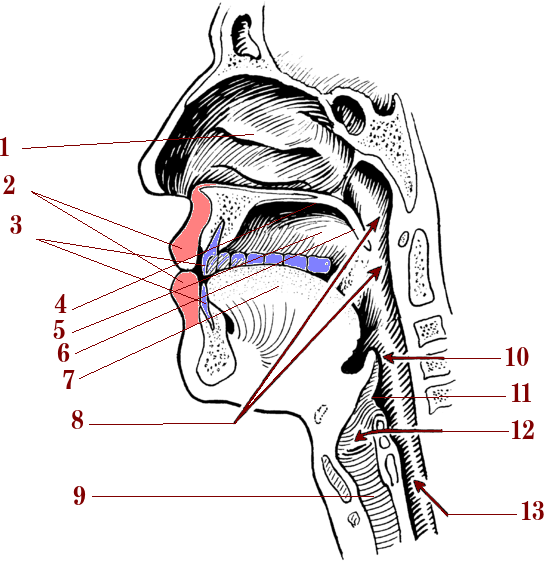
Parts del cap, de la boca i del coll usats en la pronunciació: 1:nas, 2:llavis, 3:dents, 4:paladar, 5:volta palatina o paladar ossi, 6:paladar tou o vel del paladar, 7:llengua, 8:faringe, 9:laringe, 10:epiglotis, 11: accés a la laringe, 12:plecs o cordes vocals, 13:esòfag

La pronunciació o pronúncia és la forma en què es fa l'acció i manera de pronunciar un llenguatge, és a dir, produir els sons amb els òrgans de fonació per a parlar. El terme es pot referir tant a un determinat dialecte com a un individu en concret.
Diverses persones o grups poden pronunciar una paraula de diferents maneres, depenent de molts factors, com ara la durada de l'exposició cultural de la seva infància, la ubicació de la seva residència actual, trastorns de la parla o de la veu, el seu grup ètnic, la seva classe social o la seva educació.

## Terminologia
Les síl·labes són combinacions d'unitats de so (fons), per exemple "nyu" té una síl·laba formada per [ɲ] i [u]. La fonètica és la branca de la lingüística que s'ocupa de les unitats bàsiques dels sons, i la fonologia s'ocupa d'aquests sons agrupats en fonemes. El seu estudi s'anomena fonologia. Els fons com a components de l'articulació se solen descriure mitjançant l'alfabet fonètic internacional (IPA).